# St-Pierre (Airvault)

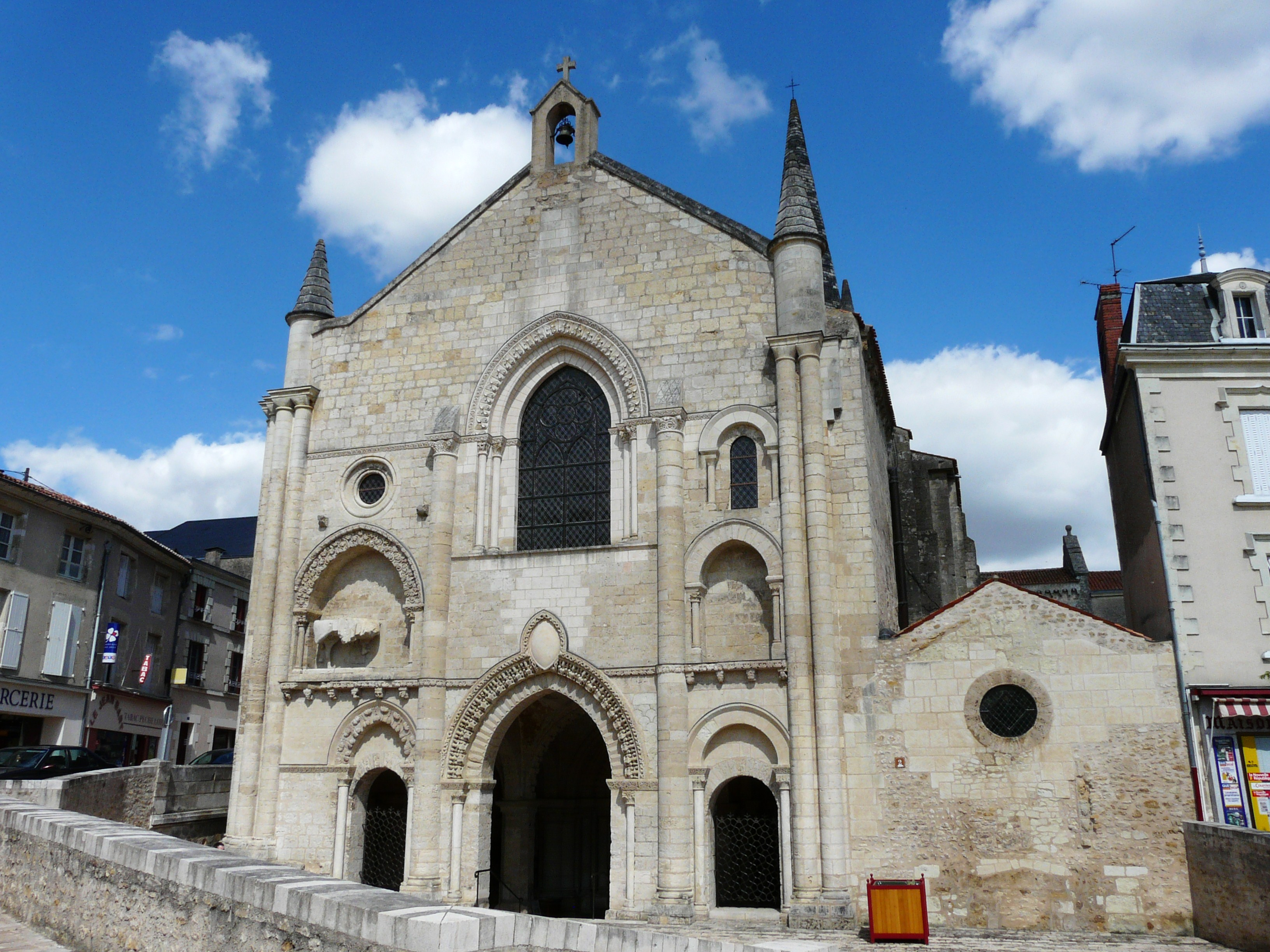
St-Pierre d’Airvault – Fassade

Die ehemalige Abteikirche St-Pierre d’Airvault steht im Zentrum des kleinen Städtchens Airvault im Département Deux-Sèvres (Region Nouvelle-Aquitaine) im Südwesten Frankreichs. Die Kirche mitsamt den Überresten der ehemaligen Abteigebäude wurde im Jahre 1914 als Monument historique eingestuft.

## Baugeschichte
Trotz mancher Unklarheiten bezüglich Datierung und Bauabfolge wird angenommen, dass die heutige Kirche im 12. Jahrhundert in zwei Bauphasen errichtet wurde. Zuerst wurde östlich des Vorgängerbaus der neue Chor errichtet und mit einer provisorischen Fassade geschlossen; nach Fertigstellung des Chors diente dieser als Sakralraum und man begann mit der Überbauung und dem Abriss der alten Kirche. Zunächst hatte die Kirche romanische Tonnengewölbe, die im Chorumgang und den Seitenschiffen des Langhauses erhalten sind. In einer weiteren Bauphase erhielten Binnenchor und Mittelschiff angevinische Gewölbe, allerdings nicht in der Form achtrippiger Domikalgewölbe, sondern in einer frühen Form von Netzgewölben. Zuletzt oder auch gleichzeitig wurden Narthex und Fassade angefügt.

## Architektur

### Fassade
Trotz mancherlei Überarbeitungen des 19. Jahrhunderts ist der poitevinische Charakter der – in Teilen leicht asymmetrischen – Westfassade noch zu erkennen. Hervorzuheben sind der zweigeschossige – durch hochgezogene Dienste vertikal gegliederte – Aufriss, das ungegliederte Giebelfeld mit seitlichen Türmchen und einem einfachen Glockengiebel, das – im Poitou übliche – Fehlen von Tympana, die Darstellung der 24 Ältesten der Apokalypse in den Archivolten des Mittelportals sowie der klägliche Überrest eines Reiters in der linken oberen Blendarkade. Ähnliche mittelalterliche Reiterdarstellungen – zumeist in ebenso desolatem Zustand – finden sich an Kirchen in der Umgebung: St-Hilaire de Melle, St-Pierre d’Aulnay, St-Pierre in Parthenay-le-Vieux und St-Nicolas in Civray.

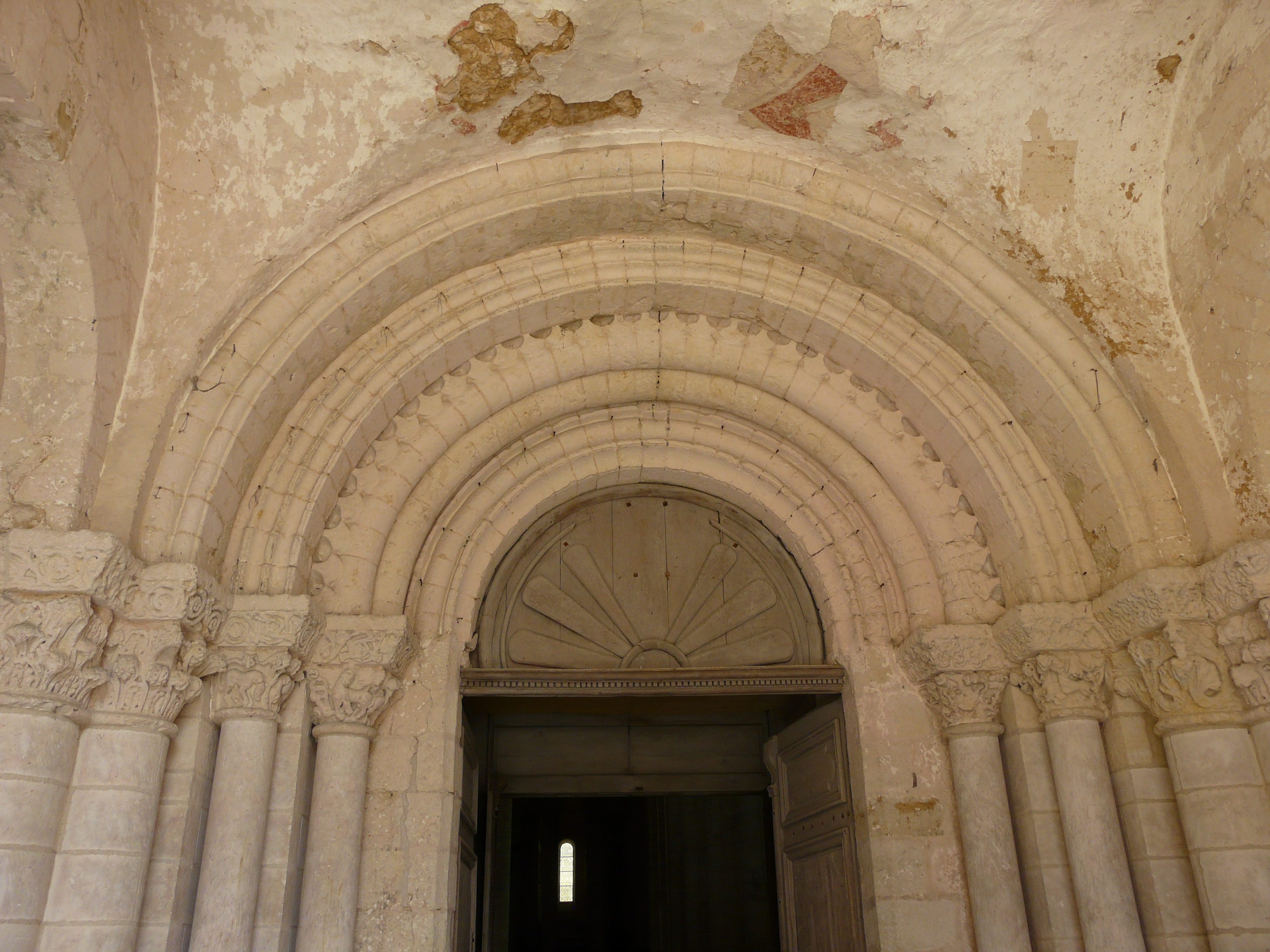
St Pierre – romanisches Portal im Narthex

### Narthex
Nach dem Durchschreiten des Hauptportals und einigen herabführenden Treppenstufen befindet man sich in einem – für das Poitou ungewöhnlichen – Narthex mit einem reich dekorierten romanischen Portal. Das Fehlen des Tympanons wird durch den reichen abstrakten Schmuck der Archivoltenbögen ausgeglichen; die Säulen des Portalgewändes haben schöne Kapitelle mit vegetabilischen und figürlichen Motiven. Der in sechs Joche unterteilte Vorraum ist nur etwa 4 m hoch; sein Grund- und Aufriss wiederholen sich im darüberliegenden Emporengeschoss.

### Kirche
Das Innere von Saint-Pierre ist eine dreischiffige Basilika mit Querhaus und erhöhtem Mittelschiff. Während sich in den Seitenschiffen die romanischen Tonnengewölbe mit Gurtrippen erhalten haben, wurden im 13. Jahrhundert Mittelschiffs- und Chorgewölbe in gotischem Stil erneuert. Das – im Poitou ungewöhnliche – erhöhte Mittelschiff und sein neues Rippengewölbe führten zum Auseinanderdriften der beiden Seiten des Obergadens, weshalb eiserne Zuganker eingezogen werden mussten. Hervorzuheben und nahezu einzigartig sind die Konsolfiguren am oberen Abschluss der Halbsäulenvorlagen im Mittelschiff. Neben vegetabilischen und Flechtbandmotiven gibt es eine bedeutende Anzahl von Kapitellen mit figürlichen Motiven im Chor (Sündenfall, Monatsarbeiten etc.) sowie im Langhaus (Abendmahl, Reiterzug, kämpfende Ritter etc.). Auch die für gotische Bildhauerarbeiten eher primitiv anmutenden Schlusssteine des Gewölbes verdienen Beachtung.

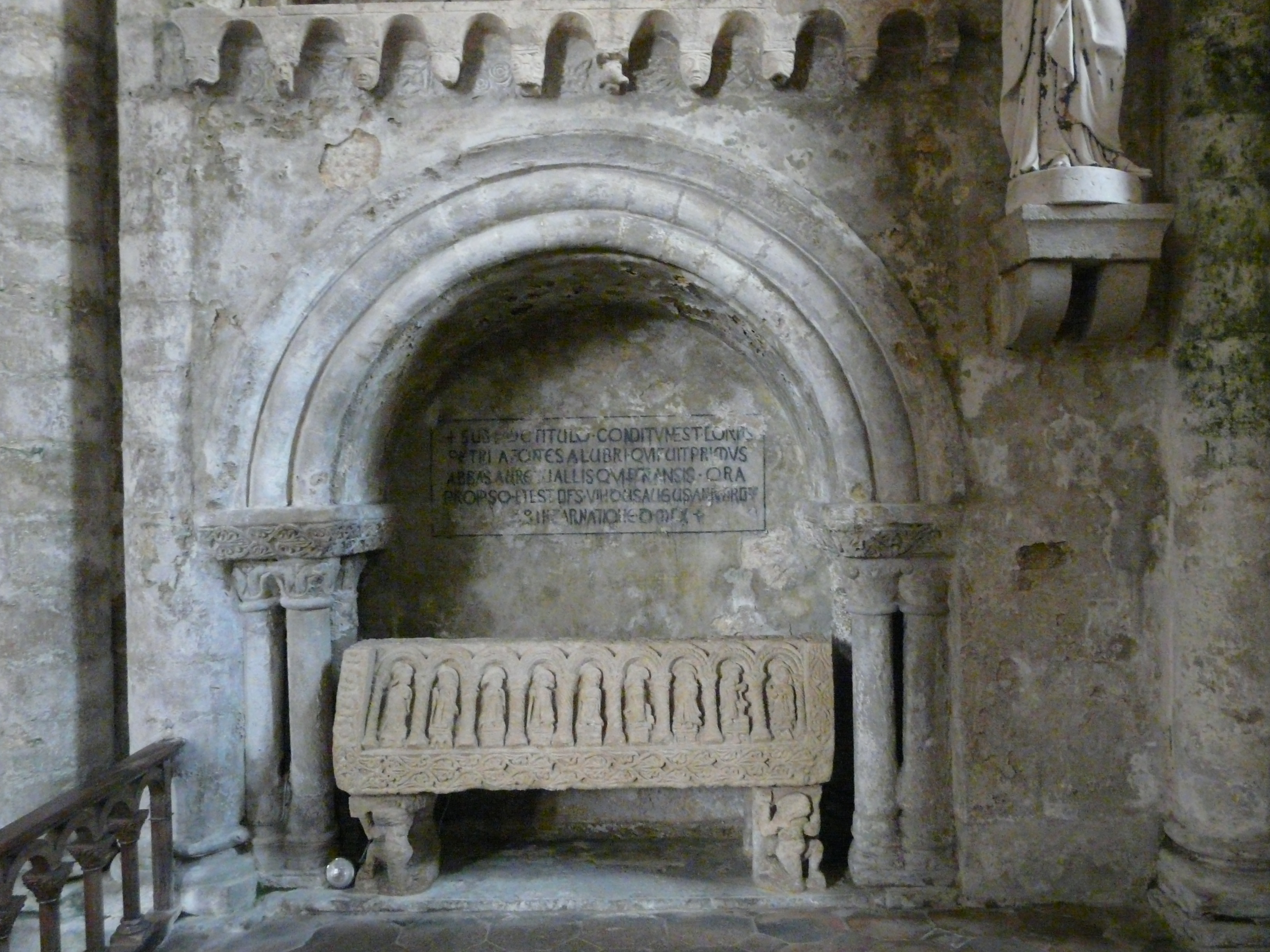
Sarkophag des ersten Abtes Pierre de Saine-Fontaine

### Ausstattung
Außerdem sehenswert ist der von knienden Atlanten auf den Schultern getragene steinerne Sarkophag des ersten Abtes von Airvault, Pierre de Saine-Fontaine († 1110), in einer Wandnische des nördlichen Querhausarms; seine Vorderseite zeigt neun stehende und mit Heiligenschein versehene Figuren – ihre Deutung (Apostel, Heilige, Mönche oder gar Pilger) ist unklar.
Eine im Jahr 1888 gefundene steinerne Platte aus dem 11. oder 12. Jahrhundert, die sehr wahrscheinlich als Altar-Antependium gedient hat, ist ebenfalls im nördlichen Querhausarm ausgestellt; sie zeigt Christus als Pantokrator in einer nahezu rautenförmigen Mandorla umgeben von den Evangelistensymbolen und vier Aposteln.

### Chorhaupt
Von außen präsentiert sich das Chorhaupt mit seinen drei Radialkapellen und zwei Querhauskapellen sehr elegant und einheitlich. Bemerkenswert ist die geschwungene – beinahe barock anmutende – Verbindung der drei Radialkapellen; hierdurch ergeben sich große und hohe Außennischen. Diese werden von Spitzbögen überbrückt, während die Fenster romanisch rundbogig sind. Dies kann Ausdruck der im Innenraum erkennbaren unterschiedlichen Bauphasen sein. Alle Kapellen sind durch Dienste vertikal gegliedert; die Fenstereinfassungen sind überwiegend schmucklos.

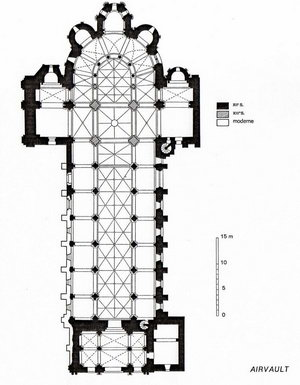
Grundriss: Umgangschor mit Radialkapellen, Querhaus mit Nebenapsiden, „unten“ der Narthex
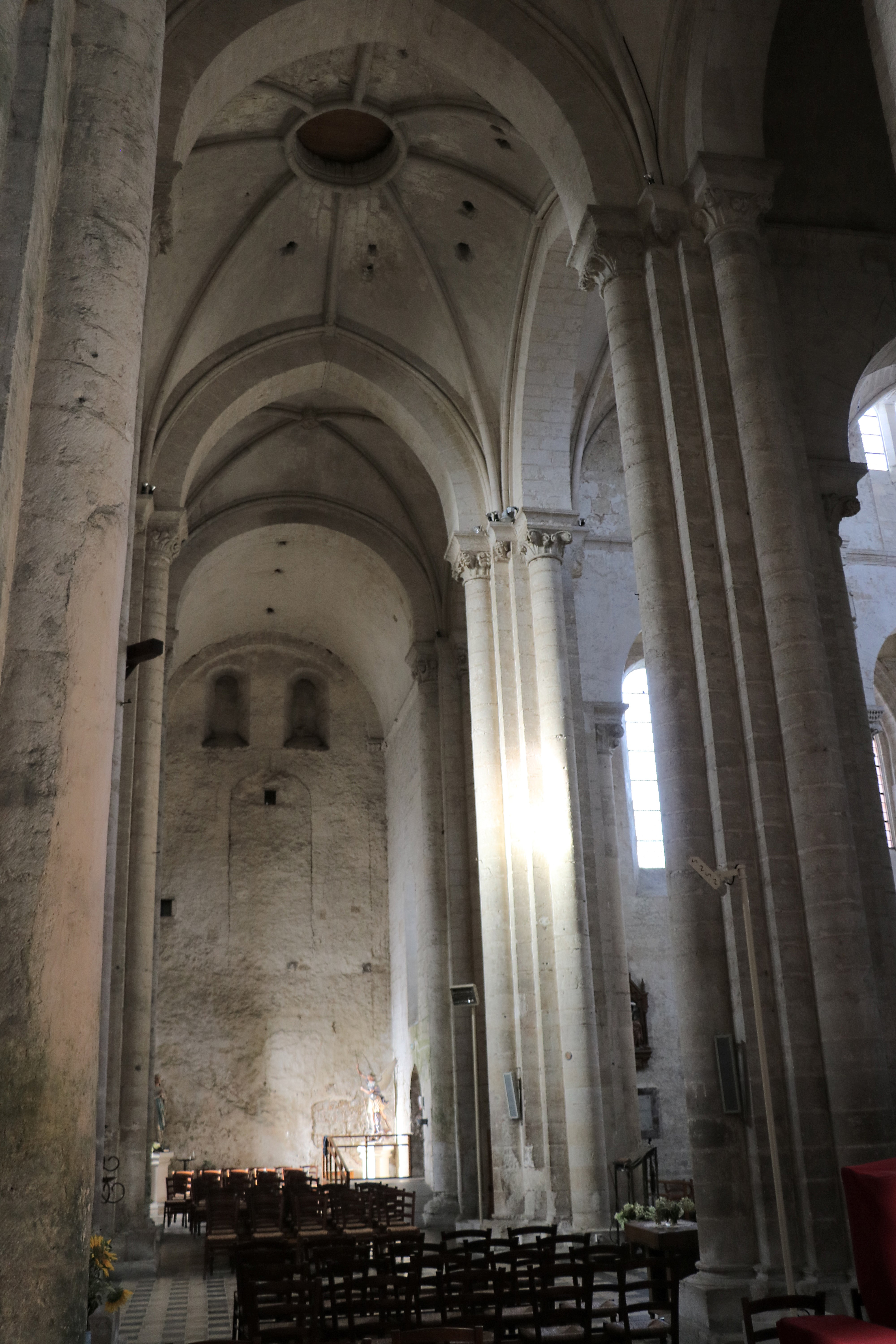
Gotische Domikalgewölbe mit 4 und mit 8 Rippen
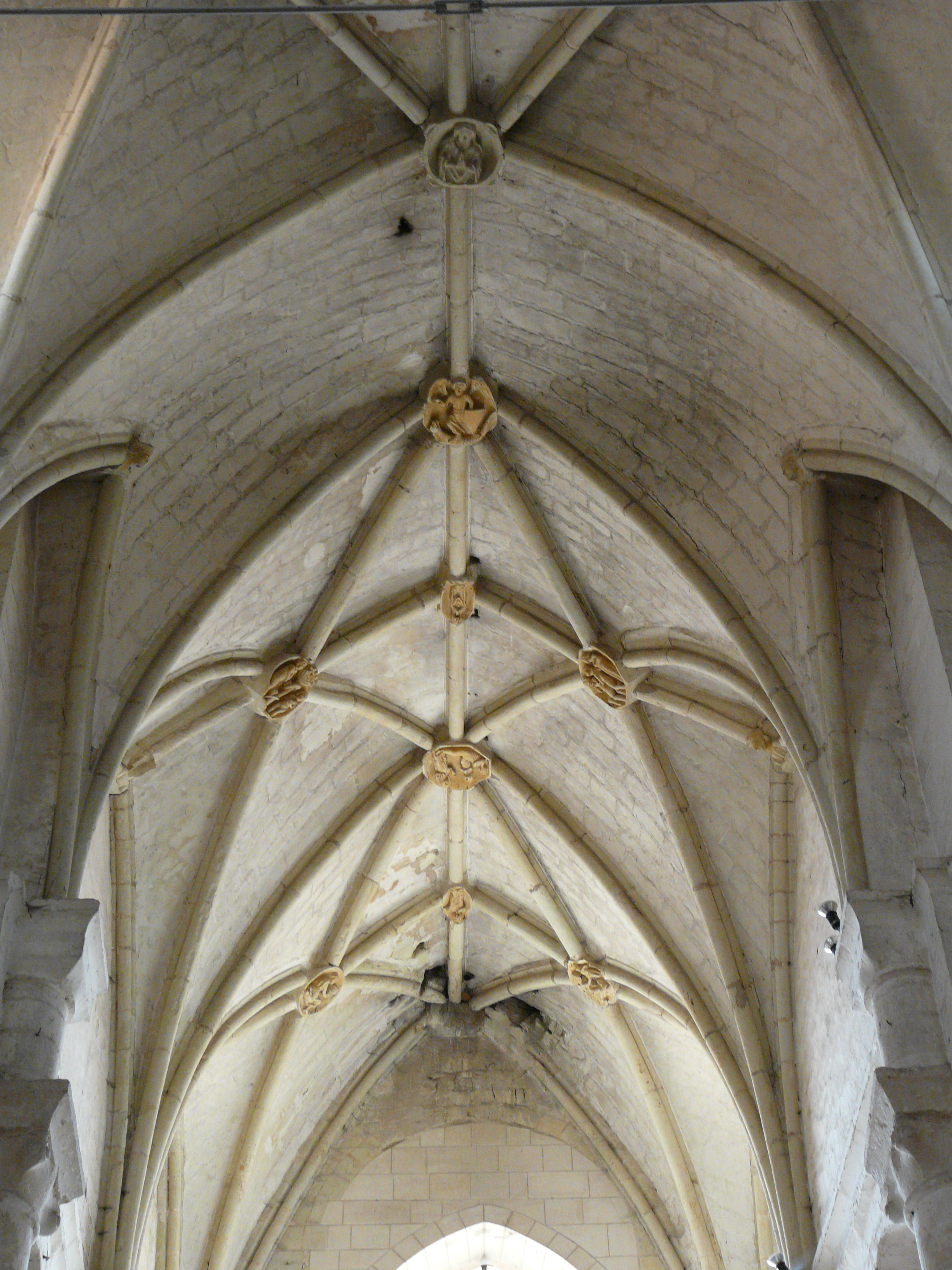
Angevinisches frühe Netzgewölbe mit Schlusssteinen
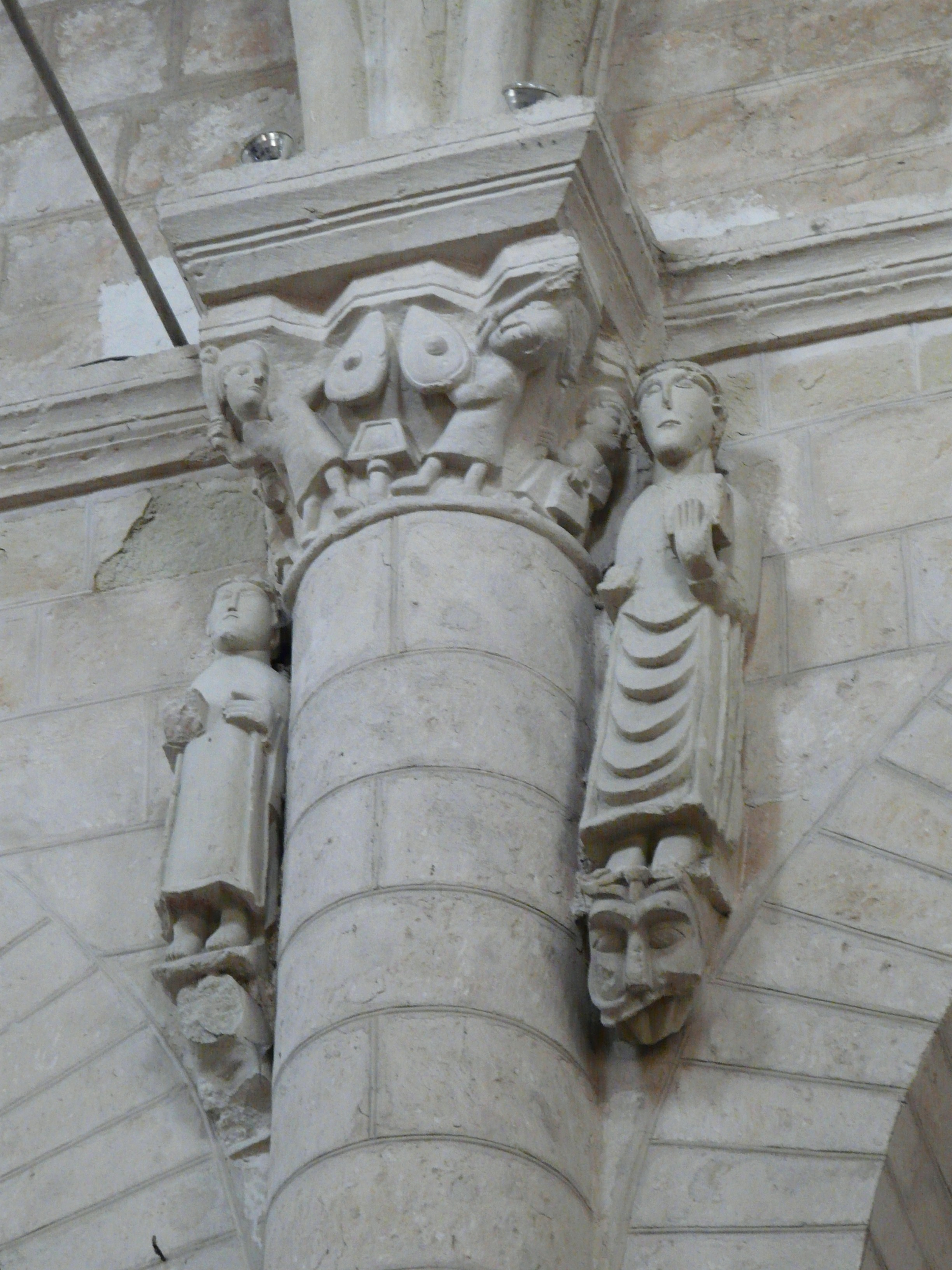
Kapitell, kämpfende Ritter und Konsolfiguren

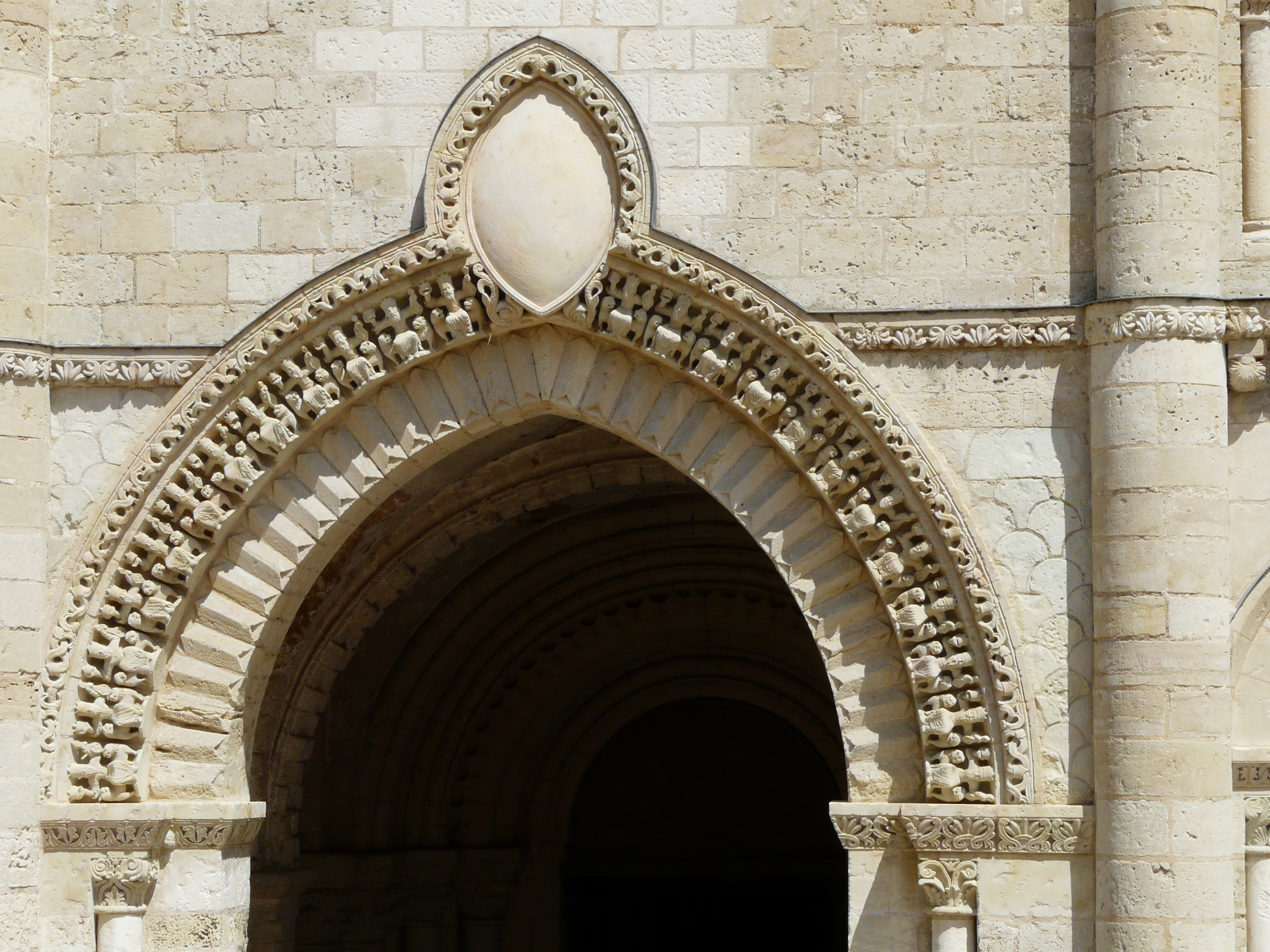
Außenportal mit 24 Ältesten und einer Mandorla
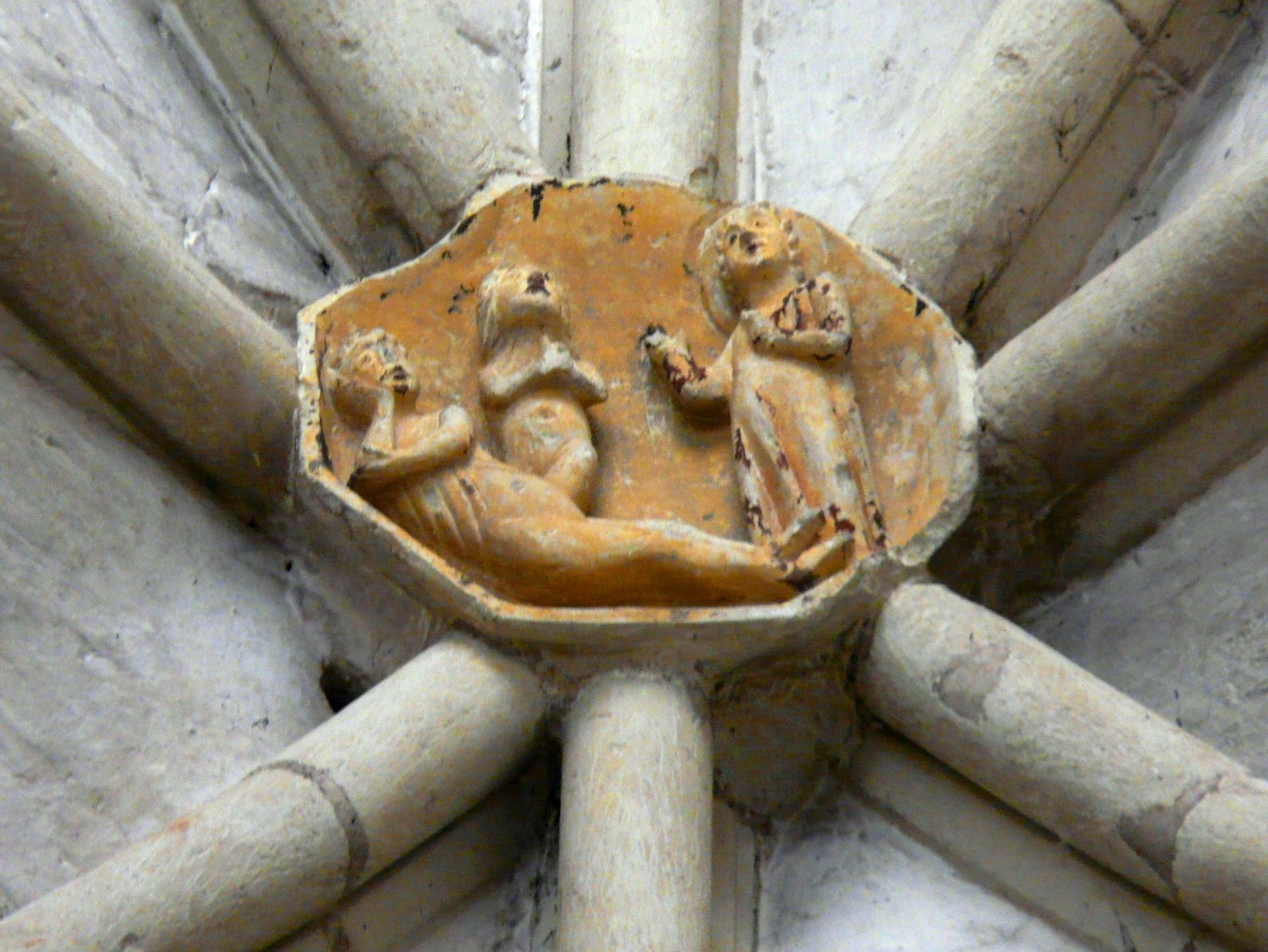
Schlussstein, Erschaffung Evas
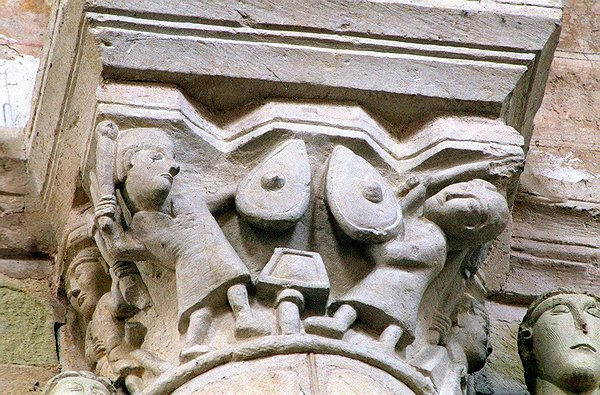
Kapitell, kämpfende Ritter